# Ålands självstyrelse
Ålands självstyrelse är den officiella benämningen på Ålands autonomi inom Finland. Även uttrycken Ålands självstyre och Ålands autonomi används i vardagligt tal.  
Självstyrelsen bygger på den lösning av Ålandsfrågan som ofta kallas Ålandsmodellen. Den garanterar Ålands svenska språk och kultur genom internationella överenskommelser och regleras i självstyrelselagen.  

## Rättslig grund och ändringar
Självstyrelselagen kan endast antas och ändras i samma ordning som Finlands grundlag, och kräver dessutom godkännande av Ålands lagting. Eftersom lagen reglerar maktfördelningen mellan Finland och Åland måste ändringar bygga på gemensam överenskommelse.  
Tvister om lagens tolkning, särskilt om behörighetsfördelning, avgörs av Ålandsdelegationen. Den leds av Ålands landshövding och består därutöver av två ledamöter utsedda av Finlands regering och två av Ålands landskapsregering.

## Lagstiftningsbehörighet
Enligt självstyrelselagen har Åland rätt att stifta egna lagar inom vissa definierade områden. I dessa gäller inte rikets lagar. I frågor utanför Ålands behörighet gäller finsk lag även på Åland.  

### Fördelning av behörighet
Följande tabell visar huvuddragen i behörighetsfördelningen mellan Åland och finska staten:  
| Områden under Ålands lagstiftnings- och förvaltningsbehörighet | Områden under statlig (finsk) behörighet |
| --- | --- |
| - Organisation av lagting, landskapsregering och underlydande myndigheter - Kommunindelning, kommunal förvaltning och val - Landskaps- och kommunalskatter, avgifter - Allmän ordning och säkerhet (vissa undantag) - Planläggning, byggande och bostäder - Natur- och miljövård, kulturmiljö och fornminnen - Hälso- och sjukvård (vissa undantag) - Socialvård, alkoholtillstånd - Utbildning, kultur, idrott och ungdomsarbete - Jord- och skogsbruk, jakt och fiske - Djurskydd och veterinärväsen (vissa undantag) - Näringsverksamhet (vissa begränsningar) - Post, radio och TV inom landskapet - Vägar, kanaler och lokal sjöfart - Främjande av sysselsättning - Statistik om Åland | - Statliga skatter (inkomstskatt, mervärdesskatt) - Bank-, finans- och försäkringsväsendet - Sjöfart (utom lokal sjöfart) - Utrikeshandel - Kyrkan och religionsutövning - Arbetsrätt (utom offentliganställdas avtal) - Civilrätt och handelsrätt (större delen) - Valuta och penningpolitik - Domstolar, åklagare och exekution - Utrikespolitik och internationella avtal |

## Offentlig förvaltning
Inom självstyrelsens ramar sköter Åland många uppgifter som i övriga Finland är statliga. Förvaltningen delas mellan Ålands landskapsregering och de 16 kommunerna.  
Statliga funktioner som finns kvar, t.ex. skatteförvaltning, polis och domstolar, hanteras av Statens ämbetsverk på Åland.

## Ekonomi
Åland saknar beskattningsrätt för större statliga skatter. För att finansiera de uppgifter som övertagits från staten erhåller landskapet ett årligt anslag – klumpsumman – från Finlands statsbudget. Den motsvarar 0,45 % av statens inkomster exklusive upplåning. Ålands lagting beslutar självständigt om hur medlen används inom den egna behörigheten.

## Åländsk hembygdsrätt
Hembygdsrätten fungerar som ett regionalt medborgarskap och skyddar det svenska språket, kulturen och markägandet på Åland. Den avgör vem som får äga fast egendom och driva näringsverksamhet.  
Finska medborgare med åländsk hembygdsrätt som flyttat till Åland före tolv års ålder är befriade från värnplikt i Finlands försvarsmakt.

## Historia

Ålands första inofficiella flagga från 1922.

Efter Finlands självständighet 1917 växte Ålandsrörelsen fram med målet att återförenas med Sverige. Samtidigt förespråkade Ålandskommittén ett omfattande självstyre inom Finland.  
1919 deltog Johannes Holmberg och Arthur Tollet i Tulenheimokommittén, som tog fram ett förslag till självstyrelselag. Efter justeringar antogs lagen i maj 1920.
Den 4 juni 1920 presenterade statsminister Rafael Erich lagen i Mariehamn. Ålandsrörelsen avvisade den och fortsatte kräva återförening, vilket ledde till att Julius Sundblom och Carl Björkman åtalades för högförräderi.  
Nationernas förbund avgjorde 1921 att Åland skulle tillhöra Finland, med garanti för språk, kultur och självstyre.  
Den 9 juni 1922 hölls det första demokratiskt valda Ålands landsting (nu Ålands lagting). Julius Sundblom valdes till talman och Carl Björkman (1873–1948) till första Lantråd. Datumet firas som Ålands självstyrelsedag.